# 西勢 (臺南市)
西勢，是臺灣臺南市永康區的一個傳統地域名稱，位於該區東部。相較於今日行政區，其範圍大致包括西勢里不含東北部、北興里東北部、新樹里不含東北端、永明里東半部。
本地區境內主要聚落為西勢、新庄仔、蕃薯厝、樹仔腳，設有西勢國小。

## 歷史
台灣日治初期，西勢地區為一街庄，稱為「西勢庄」（舊制街庄），隸屬於廣儲西里。該庄昔日主體之北與王田庄為鄰，東邊北段與洋仔庄、竹仔腳庄為鄰，主體之東邊南段及東南小半葉所夾為崙仔頂庄，東南小半葉之東邊及整體之南邊東至中段為媽祖廟庄，南邊西段及西邊南段為大灣庄，西邊北段為蜈蜞潭庄。
1901年（日治明治三十四年）11月11日，全台廢縣廳改設二十廳，該庄隸屬於臺南廳。1904年（明治三十七年）3月31日，該庄編入「廣儲區」，隸屬於臺南廳。1909年（明治四十二年）10月25日，全台合併二十廳為十二廳，廣儲區仍隸屬於臺南廳。1920年（大正九年）10月1日，全台地方制度大改正，廢十二廳改設五州二廳，該庄改制為「西勢」大字，隸屬於臺南州新豐郡永康庄（新制街庄）。
戰後永康庄改制為永康鄉，隸屬於臺南縣，大字亦改制為村。1950年（民國39年）10月25日，雲、嘉、南分治，永康鄉仍隸屬於臺南縣。1993年（民國82年）5月1日，永康鄉升格為永康市，村亦改制為里。2010年（民國99年）12月25日，臺南縣、市合併為直轄臺南市，永康市改制為永康區。

## 聚落
本地區發展較早的聚落為西勢、新庄仔、蕃薯厝、樹仔腳、後田（已消失），在日治初期的官方地圖上已有記載。

## 交通
省道台20線是臺南至德高的幹道，其中部分路段稱為「南橫公路」（目前並未全線通車），經過本地區北部邊界地帶。由該道路西行可前往永康區永康市區、北區、中西區，並止於湯德章紀念公園圓環；東行可前往新化區、山上區南端、左鎮區、玉井區等地。
省道台39線又稱「高鐵橋下道路臺南段」，是新市（實際起點在洋子）至阿蓮的幹道，經過本地區東南小半葉的東部。由該道路北行可前往新化區的洋子地區西部，並止於省道台20線路口； 南行可前往歸仁區、高雄市阿蓮區，並止於崙子頂地區的省道台28線路口。
市道180甲線是大灣至新化的道路，經過本地區西勢、蕃薯厝兩聚落。由該道路西南行可前往永康區南部的大灣地區，並止於市道180號路口；東北行可前往新化區，並止於新化市區西部邊界外緣的中山路路口。
區道南141線是車行至西勢的道路，其南側端點（終點）位於本地區中部、西勢聚落的市道180甲線轉角路口，由此向北會經過本地區的新庄仔、樹仔腳等聚落。

## 學校
- 西勢國小